# Euskirchen
Euskirchen – miasto powiatowe w Niemczech, w kraju związkowym Nadrenia Północna-Westfalia, w rejencji Kolonia, siedziba powiatu Euskirchen. Leży nad rzeką Erft.

## Położenie geograficzne
Miasto leży w regionie Jülich-Zülpicher Börde na północ od pasma górskiego Eifel, ok. 25 km na zachód od Bonn i ok. 30 km na południowy zachód od Kolonii. Przez miasto płynie również (częściowo zadaszona w centrum) rzeka Veybach, lewy dopływ Erft.

## Dzielnice
Miasto Euskirchen obejmuje dzielnice: Altstadt, Euskirchen-Ost, Euskirchen-West, Euskirchen-Nord i Euskirchen-Süd. Najstarsze: Disternich, Rüdesheim i Kessenich były już wcielone do Euskirchen z nadaniem praw miejskich w 1302. 1 lipca 1969 dołączyły kolejne: Billig, Dom-Esch, Elsig, Euenheim, Flamersheim, Frauenberg, Großbüllesheim, Kirchheim, Kleinbüllesheim, Kreuzweingarten, Kuchenheim, Niederkastenholz, Oberwichterich, Palmersheim, Rheder, Roitzheim, Schweinheim, Stotzheim, Weidesheim, Wißkirchen i Wüschheim.

## Współpraca
Miejscowości partnerskie:
- Basingstoke and Deane, (Wielka Brytania), od 1986
- Charleville-Mézières, (Francja), od 1961